# Invasion de Dumat Al-Djandal
L’invasion de Dumat Al-Djandal est une campagne militaire menée par Mahomet contre la ville de Dumat Al-Djandal qui se déroula en aout ou septembre 626.
Selon Safi al-Rahman al-Mubarakpuri (en), Dumat Al-Jandal est à une distance d’environ quinze jours de marche de Médine et cinq de Damas. Selon William Montgomery Watt, elle est à 805 km de Médine.